# Wolkrův Prostějov
Wolkrův Prostějov je festival poezie a divadel poezie v Prostějově v okrese Prostějov v Olomouckém kraji. Festival je určen pro účastníky kteří ukončili 9. třídu ZŠ nebo odpovídající třídy víceletého gymnázia, horní věková hranice není stanovena. Jde o národní kolo a souborům je zde udělováno několik cen. Kromě ceny poroty je to například cena diváků. Kromě divadel poezie se přehlídky v Prostějově účastní také recitátoři z celé republiky rozděleni do tří kategorií. V roce 2012 se konal 55. ročník. Ve dnech 13.-17. června 2017 se konal jubilejní 60. ročník v Městském divadle v Prostějově.